# Mohamed Reda (squash)
Ne doit pas être confondu avec Mohamed Reda.
Mohamed Reda, né le 16 avril 1989 au Caire, est un joueur professionnel de squash représentant l'Égypte. Il atteint en octobre 2011 la 23e place mondiale sur le circuit international, son meilleur classement.
Il annonce sa retraite sportive en juillet 2019.